# Isa (album)
Isa – ósmy pełny album norweskiej grupy metalowej Enslaved, wydany w 2004 roku. W tym samym roku zespół dostał za album następujące nagrody: Spellemannprisen (norweska edycja Nagrody Grammy, kategoria "metal"), BT, Bergen oraz Alarm.
Warto zaznaczyć, że tylko do tych nagród zespół został nominowany i wszystkie okazały się wygranymi. 
W nagraniach Isa i Bounded by Allegiance wokalnie udzielał się Nocturno Culto z Darkthrone.

## Lista utworów
| Nr  | Tytuł utworu                   | Długość |
| --- | ------------------------------ | ------- |
| 1.  | „Intro: "Green Reflection”     | 0:51    |
| 2.  | „Lunar Force”                  | 7:03    |
| 3.  | „Isa”                          | 3:46    |
| 4.  | „Ascension”                    | 6:45    |
| 5.  | „Bounded by Allegiance”        | 6:38    |
| 6.  | „Violet Dawning”               | 3:49    |
| 7.  | „Return To Yggdrasill”         | 5:39    |
| 8.  | „Secrets of the Flash”         | 3:36    |
| 9.  | „Neogenesis”                   | 11:58   |
| 10. | „Outro: "Communion" (excerpt)” | 0:56    |
|     |                                | 51:01   |

## Twórcy
- Grutle Kjellson (Kjetil Grutle) - śpiew, gitara basowa
- Arve Isdal - gitara
- Ivar Bjørnson (Ivar Peersen) - gitara
- Herbrand Larsen - śpiew, instrumenty klawiszowe, pianino
- Cato Bekkevold - perkusja